# باعث الجحيم (فلم)
باعث الجحيم (بالإنجليزية: Hellraiser) هو فيلم رعب تم إنتاجه في المملكة المتحدة وصدر سنة 1987 بطولة دوغ برادلي.

## القصة
زوجة غير مخلصة، تواجه حبيبها الميت، بعدما تمكن من الهرب من العالم السفلي.

## الميزانية والإيرادات
كلف الفيلم مليون دولار وحقق أرباح تقدر بـ 14 مليون دولار.

## وصلات خارجية
مقالات تستعمل روابط فنية بلا صلة مع ويكي بيانات